# کندکلی
کندکلی، از روستاهای بخش مرکزی شهرستان سرخس در استان خراسان رضوی است و در شمال غرب شهر سرخس و در مجاورت روستای یازتپه واقع شده‌است. ساکنین این روستا را سیستانی‌های مهاجر تشکیل می‌دهد.
شغل مردم این روستا همانند دیگر روستاهای شهرستان سرخس کشاورزی و دامداری می‌باشد.
بر اساس سرشماری سال ۱۳۸۵ جمعیت آن ۳۵۵ خانوار و ۱۵۰۷ نفر
است.